# Emilio Nava
Emilio Nava (ur. 2 grudnia 2001 w West Hills) – amerykański tenisista, finalista juniorskich turniejów wielkoszlemowych: Australian Open 2019 i US Open 2019 w grze pojedynczej oraz US Open 2018 i Australian Open 2019 w grze podwójnej.

## Kariera tenisowa
W 2018 roku, startując w parze z Axelem Nefvem, dotarł do finału juniorskiego turnieju US Open w grze podwójnej. Amerykańska para przegrała w nim z deblem Adrian Andreew-Anton Matusevich 2:6, 6:2, 8–10.
Rok później podczas juniorskiego turnieju Australian Open osiągnął finał w singlu, w którym przegrał z Lorenzo Musettim 6:4, 2:6, 6:7(12). W tym samym turnieju wystąpił również w grze podwójnej, gdzie startując w parze z Cannonem Kingsley’em dotarł do finału. W nim para Kingsley-Nava przegrała z deblem Jonáš Forejtek-Dalibor Svrčina 6:7(5), 4:6.
W tym samym sezonie dotarł do również do finału juniorskiego US Open w grze pojedynczej, w którym przegrał z Jonášem Forejtekiem 7:6(4), 0:6, 2:6.
W 2021 roku zadebiutował w imprezie wielkoszlemowej podczas turnieju US Open w grze pojedynczej. Odpadł wówczas w pierwszej rundzie, po porażce z Lorenzo Musettim.
W swojej karierze wygrał jeden singlowy oraz jeden deblowy turniej rangi ITF.
W rankingu gry pojedynczej najwyżej był na 154. miejscu (28 sierpnia 2023), a w klasyfikacji gry podwójnej na 464. pozycji (22 kwietnia 2019).
Jest kuzynem meksykańskiego tenisisty, Ernesto Escobedo.

### Finały juniorskich turniejów wielkoszlemowych

#### Gra pojedyncza (0–2)
| Końcowy wynik | Nr | Data             | Turniej                    | Nawierzchnia | Przeciwnik      | Wynik finału      |
| ------------- | -- | ---------------- | -------------------------- | ------------ | --------------- | ----------------- |
| Finalista     | 1. | 26 stycznia 2019 | Australian Open, Melbourne | Twarda       | Lorenzo Musetti | 6:4, 2:6, 6:7(12) |
| Finalista     | 2. | 8 września 2019  | US Open, Nowy Jork         | Twarda       | Jonáš Forejtek  | 7:6(4), 0:6, 2:6  |

#### Gra podwójna (0–2)
| Końcowy wynik | Nr | Data             | Turniej                    | Nawierzchnia | Partner         | Przeciwnicy                     | Wynik finału   |
| ------------- | -- | ---------------- | -------------------------- | ------------ | --------------- | ------------------------------- | -------------- |
| Finalista     | 1. | 9 września 2018  | US Open, Nowy Jork         | Twarda       | Axel Nefve      | Adrian Andreew Anton Matusevich | 2:6, 6:2, 8–10 |
| Finalista     | 2. | 25 stycznia 2019 | Australian Open, Melbourne | Twarda       | Cannon Kingsley | Jonáš Forejtek Dalibor Svrčina  | 6:7(5), 4:6    |